# Фердинанд II (король Обеих Сицилий)
Фердинанд II (итал. Ferdinando II; 12 января 1810[…], Палермо — 22 мая 1859[…], Казерта, Кампания) — король Обеих Сицилий в 1830—1859, из династии Бурбонов. С 1825 — герцог калабрийский, после ухода австрийских войск в 1827 из королевства — главнокомандующий армией Обеих Сицилий.

## Биография
Фердинанд II родился 12 января 1810 года в городе Палермо. Вступил на престол после смерти отца Франциска I. При вступлении на престол обещал «уврачевать раны страны» и провести либеральные реформы. Среди неаполитанских либералов возникла надежда, что новый король несколько ослабит деспотический режим, прочно установившийся при его предшественниках. Надежда эта не оправдалась: Фердинанд II был властолюбив, беспощаден, ограничен и суеверен и не получил, к тому же, почти никакого образования. Все его царствование было одной долгой и свирепой борьбой полицейского произвола с деятелями оппозиции. Все остальные действия правительства подчинялись этому руководящему мотиву и сообразовались с ним. Луи-Филипп, король французов, писал Фердинанду II, убеждая его сделать некоторые уступки духу времени, но тот ответил очень холодно, что свобода никогда не была благоприятна дому Бурбонов, что о благе своего народа будет заботиться только он, Фердинанд II, и что он сам «будет думать» за свой народ. Фердинанд II очень напоминал собой мелких итальянских тиранов. Он любил изображать собой отца, заботящегося о своих детях и наказывающего непослушных. В редкие спокойные моменты монарх обнаруживал стремление заботиться о путях сообщения, о земледелии, о торговле и рациональном налогообложении, но таких моментов было крайне мало в его царствование.
18 февраля 1839 года был награждён орденом Св. Андрея Первозванного.
Своим министрам — безынициативным и послушным орудиям своей воли, Фердинанд II не доверял и заставлял их шпионить друг за другом, а Делькаретто — следить за ними всеми. Духовенство, окончательно завладевшее низшей, средней и высшей школой, преподавало по катехизису, специально придуманному для королевства Обеих Сицилий.
Постоянные народные волнения, заговоры и борьба с ними поглощали все внимание правительства Фердинанда II. Например, в 1837 году в Сиракузах вспыхнул холерный бунт, усмиренный жесточайшими казнями и экзекуциями и повлекший за собой долголетнее тюремное заключение даже для не принимавших прямого участия в возмущении, но неприятных почему-либо Фердинанду II лиц. После этого бунта были окончательно уничтожены еще сохранившиеся старые сицилийские учреждения, и остров был отдан на полный произвол неаполитанским полицейским чиновникам, свирепствовавшим в Сицилии еще более бесконтрольно, нежели в Неаполе. Впрочем, в Неаполе военный суд также действовал с полным нарушением всякой законности, и приговоры в угоду правителю постановлялись такие, что даже австрийцы в Ломбардии выражали своё удивление.
В 1844 году братья Аттилио и Эмилио Бандьера, принадлежавшие к партии Молодой Италии, высадились в Калабрии с целью поднять восстание, но были схвачены и казнены. Король сам руководил следствием и судом, как практически всегда это делал в важных случаях.
В январе 1848 году общее возбуждение, охватившее Италию со времени вступления на папский престол либерального Пия IX, выразилось в Сицилии в форме открытого бунта по поводу неприбытия ожидаемого (и желаемого) наместника. Фердинанд II, уже привычно, начал принимать меры к бесчеловечному усмирению восстания, как вдруг узнал, что на континенте также возник бунт, направленный против столицы и приближающийся к ней. Войска в Сицилии потерпели неудачу. Перепуганный король обнародовал амнистию и дал отставку Делькаретто. 27 января произошла колоссальная демонстрация в Неаполе; Фердинанд II на другой же день образовал либеральное министерство, а 29 января категорически обещал дать конституцию. Взрыв февральской революции и общеевропейские движения в марте месяце заставили его (3 апреля) сделать дальнейшие уступки: установить всеобщую подачу голосов и дать право пересмотра конституции самой палате. Однако положение Фердинанда II от этого не стало крепче. Либералы требовали его низложения, а Сицилия желала отделиться от Неаполя.
В результате переворота в Неаполе в мае 1848 ему удалось восстановить абсолютистскую власть. Фердинанд II тотчас же обнаружил всю лживость своих прежних заявлений. 5 сентября 1848 года он разогнал представительное собрание и одновременно (даже несколько ранее) повел энергичную военную кампанию против Сицилии. Он оказал поддержку папе римскому Пию IX, уже раскаявшемуся в своем либерализме и удалившемуся из Рима в неаполитанскую крепость Гаэту. Фердинанд II занял позицию, резко враждебную Савойской династии, на которую приверженцы объединения возлагали все свои надежды. По мере того, как везде торжествовала реакция, монарх всё яснее обнаруживал истинные свои стремления. Особенно жестоко поплатилась Сицилия. 7 сентября Мессина капитулировала после варварской бомбардировки; Фердинанд II велел не щадить «изменников»; убийства над безоружными жителями продолжались и после сдачи; женщин насиловали даже в церквях, куда они убегали в поисках спасения от карателей. Этот штурм (наряду со взятием Брешии генералом Гайнау) считается одним из кровавейших событий итальянской истории 1848—49 гг. Фердинанд II получил за него прозвище «король-бомба». Все компромиссы, предложенные Великобританией и Францией и клонившиеся к признанию за Сицилией полного самоуправления, были отклонены Фердинандом. К концу мая 1849 года всякое сопротивление на острове было сломлено, и Фердинанд II смог предаться самому свирепому мщению, еще более дикому, нежели на континенте, хотя и Неаполь переживал очень тяжелые времена.
Фердинанд II всегда отличался ханжеством и лицемерием (он даже изобрел для балетных танцовщиц зеленые юбки вместо трико и велел вынести из музея статую Афродиты-Каллопиге); теперь, в годы реакции, показное благочестие и целомудрие сделались качествами, обязательными для каждого верноподданного, и иезуиты взяли на себя надзор за душами населения Обеих Сицилий. Против неугодных полиции и иезуитам лиц Фердинанд II приказывал возбуждать процессы, выставляя самые тяжкие обвинения. Политические судьбища еще более, чем прежде, являлись сплошной насмешкой над правосудием. Процесс Поэрио, Сеттембрини и еще 80 подозрительных полиции лиц был начат почти без всяких доказательств; улики путём подлогов и лжесвидетельств добывались по мере того, как ощущалась в них надобность. Долгосрочные приговоры в каторгу постигли многих подсудимых.
Фердинанд II дерзко отозвался о протестах английского и французского послов по поводу этого дела и поторопился отправить осужденных в каторжные работы. Около этого же времени Гладстон обнародовал обличительное описание неаполитанских порядков, в особенности обращения с политическими преступниками. Открылись такие ужасы, что даже в это время глухой реакции в Европе раздались негодующие голоса. Обнаружилось, что по его приказу в тюрьмах сковывают политических арестантов попарно с уголовными; что политические подсудимые по 16 месяцев ждут в тюрьме разбора дела; что шпионы и подкупленные свидетели решают судьбу подсудимых; что в заточении находятся около 15 тысяч человек и т. д. Фердинанд II не тревожился бурей, поднятой Гладстоном, и не изменял своего образа действий. С каждым годом его подозрительность возрастала. Он подолгу жил в Гаэте, окруженный шпионами и полицией; над полицией наблюдали иезуиты, над иезуитами — полиция, все же остальное было подведомственно и тем, и другим.
В 1856 году, когда деятельность Камилло Бенсо ди Кавура привлекла внимание западных держав к событиям в Италии, от Фердинанд II снова потребовали (Франция и Англия) реформы тюрем для политических арестантов — но он оставался непреклонен. Наполеон III, возмущенный русофильством Фердинанда в эпоху Крымской войны, ничего не имел против низвержения его с престола путём заговора «мюратистов» в пользу Луциана Мюрата (сына короля Иоахима Мюрата, расстрелянного в 1815 году). Этой опасности Фердинанд II избежал; плану мюратистов не сочувствовали приверженцы объединения Италии, которые не сомневались, что легче будет низвергнуть ненавистных Бурбонов, нежели Мюрата, ставленника Наполеона III, когда наступит время присоединить королевство Обеих Сицилий к Пьемонту.
В 1856 году произошло несколько покушений на жизнь Фердинанда II; в 1857 году Пизакане с горстью добровольцев пытался поднять восстание вблизи Чиленто — но королевская милиция разбила его, он пал в битве со многими товарищами, остальные были казнены или отправлены на пожизненную каторгу.
Фердинанд II давно уже болел и, несмотря на свои 49 лет, казался в последние годы дряхлым стариком. 22 мая 1859 года он скончался в Королевском дворце в Казерте оставив после себя королевство в полном хаосе.
Фердинанд II — один из инициаторов интервенции против Римской республики. В 1860, уже при его преемнике, экспедиция «тысячи» Джузеппе Гарибальди и вмешательство Пьемонта положили конец владычеству Бурбонов в Неаполе.

## Семья и дети
В Волтри, 21 ноября 1832, он женился на Марии Кристине Савойской (1812—1836), дочери Виктора Эммануила I, короля Пьемонта и Сардинии. Она умерла при родах первого ребенка:
- Франциск II (1836—1894), (король Обеих Сицилий)

Овдовев, он женился второй раз в Неаполе, 27 января 1837, на Марии Терезе Австрийской (1816—1867), дочери Карла Людвига Австрийского. Их дети:
- Луиджи (1838—1886), граф де Трани, женат на Матильде Людовике Баварской;
- Альберто (1839—1844), граф де Кастроджованни;
- Альфонсо (1841—1934), граф де Казерта, женат на своей кузине Антуанетте де Бурбон;
- Мария Аннунциата (1843—1871), замужем за Австрийским эрцгерцогом Карлом Людвигом;
- Мария Иммакулата (1844—1899), замужем за Тосканским эрцгерцогом Карлом Сальватором;
- Гаэтано (1846—1871), женат на Испанской инфанте Изабелле;
- Джузеппе (1848—1851), граф де Люцера;
- Мария Пия (1849—1882), замужем за герцогом Пармским Роберто I;
- Винченцо (1851—1854), граф де Мелаццо;
- Паскаль (1852—1904), граф де Бари;
- Мария Луиза (1855—1874), замужем за Генрихом Бурбон-Пармским;
- Дженнаро (1857—1867), граф де Кальтаджироне.